# Morutier

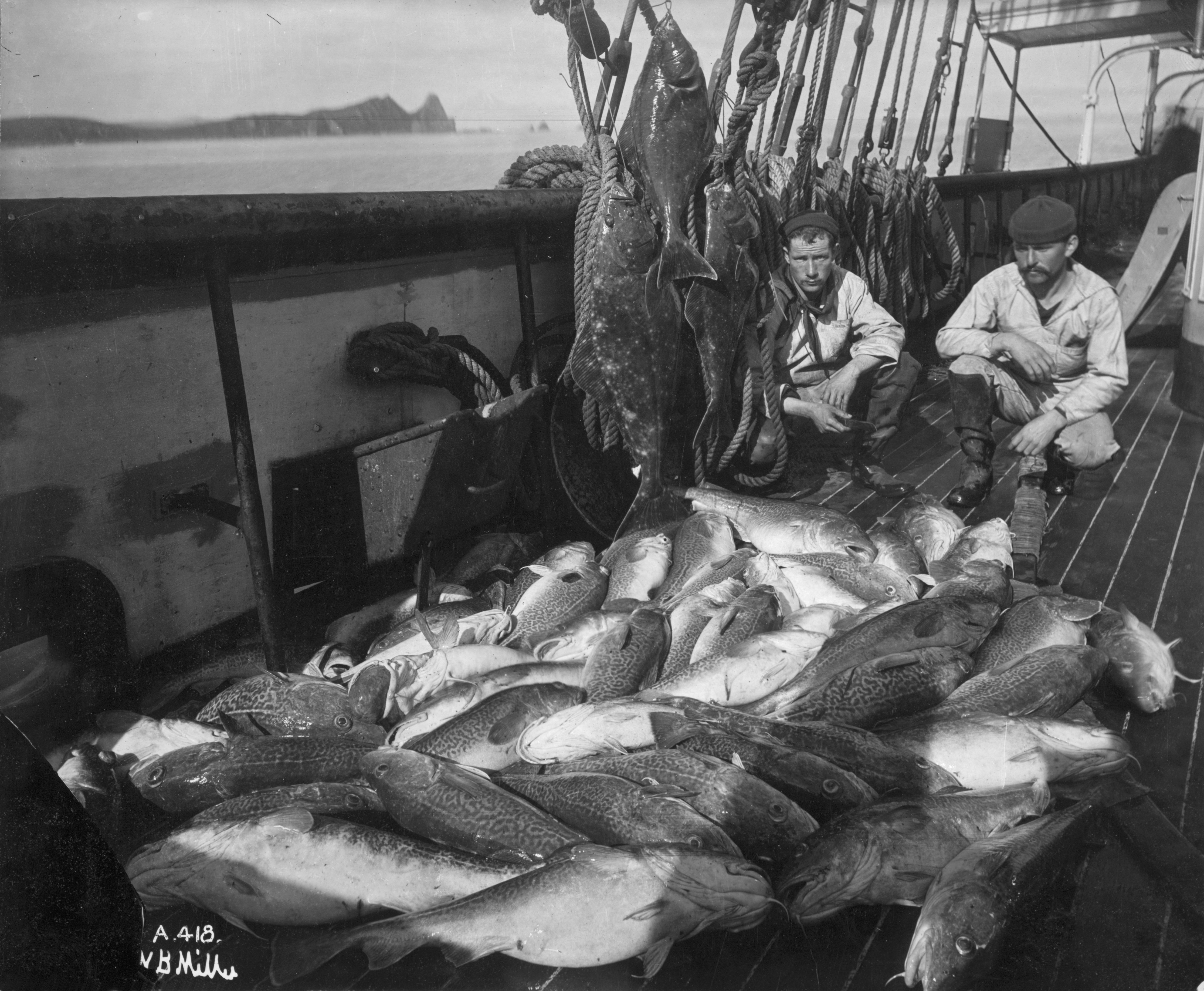
Bateau de pêche d'Alaska avec morue et flétan

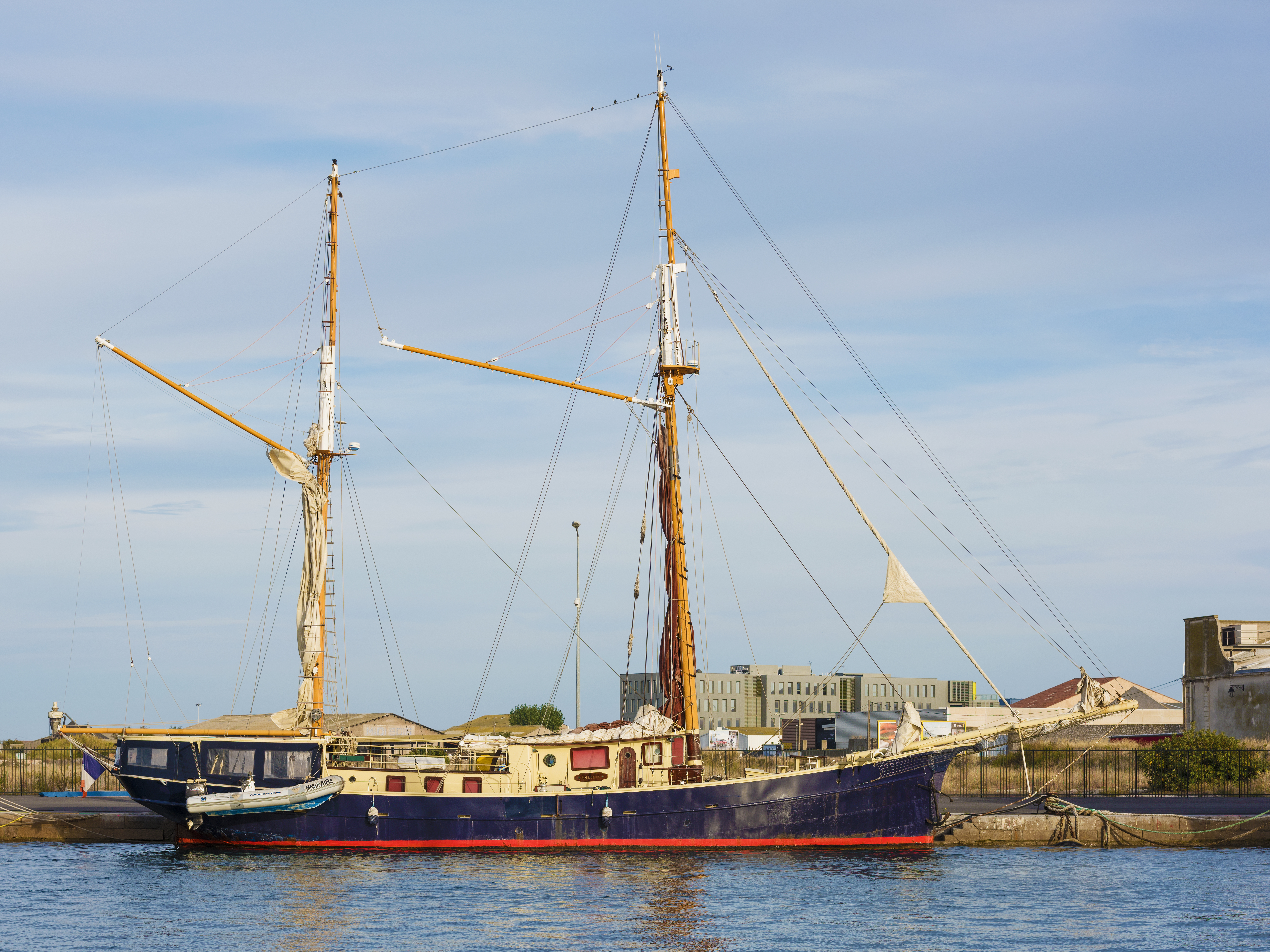
L'Amadeus, un ancien morutier construit en 1910 aux Pays-Bas, ici à Sète en 2015

Un morutier est un bateau équipé pour la pêche à la morue. Jusqu'au début du XXe siècle, le type de morutier le plus emblématique en France est le terre-neuvier équipé de doris. Les grands chalutiers-congélateurs les remplacent ensuite.

## Histoire
- En France
  - Les origines

La pêche morutière est attestée dès le Moyen-Age au large des côtes européennes. D'une pêche côtière, l'activité devient hauturière pendant cette période du fait de la raréfaction de la ressource, en partie liée à une phase de réchauffement climatique. Les pêcheurs s'aventurent toujours plus loin en mer, nécessitant l'armement de navire de plus fort tonnage. Dès le XVIe siècle, siècle d'expansion rapide de cette pêche, les ports adaptèrent les navires destinés au long cours.
Deux sources mettent en évidence l'utilisation au moins d'un modèle type de bateau comme l'a démontré Eric Rieth : le trois-mâts. 
- Une grande variété des typologies de navires

Les armateurs utilisent des bâtiments marchands à fortes capacités d'embarquement, notamment pour la pêche sédentaire, afin de pouvoir accueillir les graviers, les équipements de pêche, les vivres, les embarcations, ainsi que les matériaux nécessaires à la construction des installations terriennes (chaffauds et autres bâtiments destinés à l'accueil et à la vie des terre-neuvas).  Pour le XVIIe siècle, Jouve recense des flûtes (proches des flibots), des pinasses et des sortes de frégates, bien plus élancées que les flûtes et pinasses aux lourdes formes arrondies. La plupart des bâtiments armés en France étaient des trois-mâts carrés (tonnages importants), le reste étant des senaus ou dogres, à deux mâts.
- Une révolution pré-industrielle : des navires adaptés, spécialisés et nouvelle techniques de pêche

Avant le XIXe siècle, la pêche de la morue se pratique d'une grande variété de navires, d'un genre variant presque d'un port d'armement à l'autre.
Au XVIIIe siècle, les trois-mâts, proches de ceux utilisés au XVIe siècle (deux châteaux avec deux étages de voiles), deviennent le navire courant pour la pêche de la morue, mais voient apparaître à leurs côtés le brigantin et la goélette à partir de 1720.
Sur cette période, le tonnage des navires a augmenté pour se fixer autour de cent tonneaux (avec une quille de 52 pieds), au moins en ce qui concerne la « morue verte », la pêche de la « morue sèche » autorisant des tonnages jusqu'à 250 tonneaux ou plus. À Saint-Malo en 1675, le navire le plus important (350 tonneaux), avait 76 pieds de long, 18 pieds de large et 10 pieds de creux. Une des qualités recherchées de ces bateaux étaient leur résistance aux échouages, vue l'absence de port ; leurs varangues devaient, pour cette raison, être plates, ce qui permettait également d'embarquer de grandes quantités de poisson. S'il était malmené par ces échouages, le navire pouvait ne pas dépasser dix ans avant d'être hors d'usage.

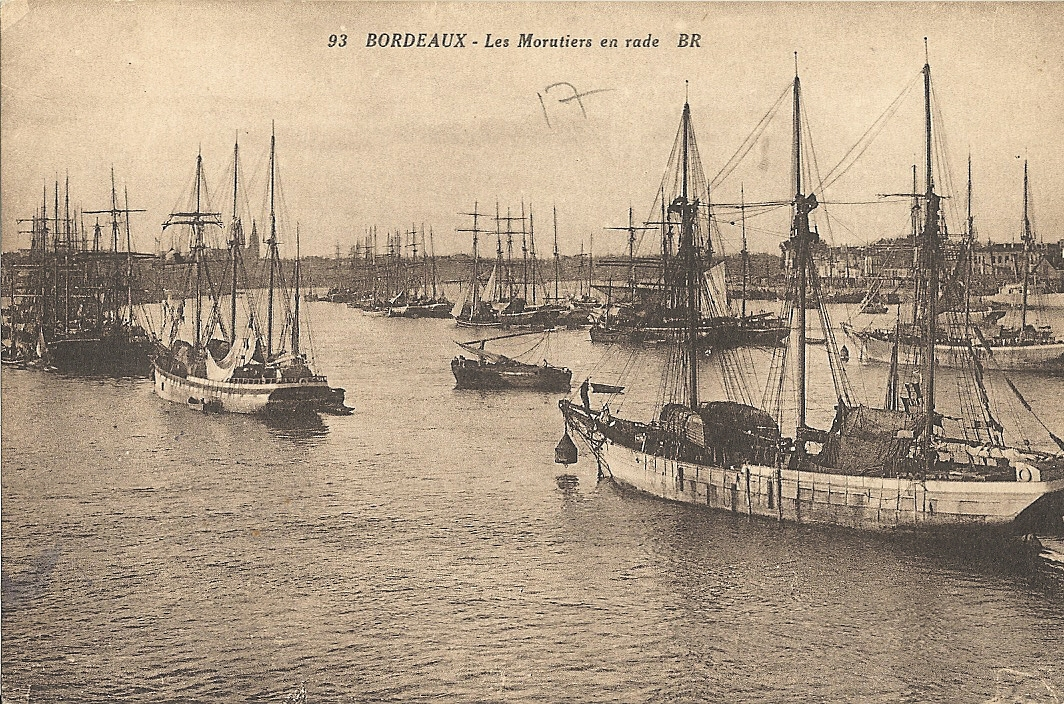
Morutiers en rade de Bordeaux, 1936.

Aux XVIe et XVIIe siècles, le « bourgeois » voulant faire construire passait un contrat avec un charpentier, et fournissait l'essentiel des matériaux ; au XVIIIe siècle, des constructeurs, essentiellement charpentiers, se chargent de toutes les opérations. Le coût d'un navire de cent tonneaux était de l'ordre de 10 000 livres jusqu'à la fin du XVIIe siècle, mais ce montant doubla au siècle suivant, à la suite de la hausse des prix des matériaux consécutive à la guerre de la Ligue d'Augsbourg.
Avant chaque campagne, les cales du navire étaient emplies de sel, l'essentiel de son avitaillement, en volume tout au moins. Lors de la pêche, une fois le sel transformé en un bloc par le tassement, le poisson était entreposé en même temps que salé, dans des excavations en forme de grotte, ouvertes successivement l'une à côté de l'autre.

### Filmographie
- 1966 : Les Morutiers, film réalisé par Jean-Daniel Pollet